# Ясин, Хатем
Хатем Ясин (араб. حاتم ياسين ‎, англ. Hatem Yassen; род. 1986) — египетский профессиональный игрок в снукер.
Наивысшая позиция в рейтинге — 115 (июнь 2016 года).

## Биография и карьера
Родился в Каире 21 августа 1986 года.
Стал профессионалом в 2015 году, выиграв в финале чемпионата Африки у своего соотечественника Мохамеда Хайри со счётом 6:5.
Эта победа принесла Хатему Ясину двухлетнюю карту в World Snooker Tour на сезоны 2015/16 и 2016/17. Проиграв все шесть матчей сезона 2015/16, а также восемь сыгранных им матчей сезона 2016/17, он покинул мэйн-тур.